# Грденич, Драгутин (лингвист)
Драгутин Грденич (хорв. Dragutin Grdenić; 21 ноября 1882, Крижевцы, Копривницко-Крижевацкая жупания — 20 декабря 1951, Загреб) — хорватский лингвист и автор школьных учебников.

## Биография
Драгутин Грденич родился в ноябре 1882 года в семье политика и своего тёзки Драгутина Грденича. Окончив одну из загребских гимназий, он в 1910 году отправился учиться в Вену, где спустя несколько лет, помимо получения диплома по славистике и романистике, он получил докторскую степень за диссертацию по теме творчества Августа Шеноа. По окончании обучения Грденич отправился в Швейцарию, где принимал участие в издании ежедневной парижской газеты «Le Petit Journal». В 1924 году он вернулся в Хорватию, где после недолгой работы школьным директором в Каставе и Крижевцах, занял должность директора женской гимназии в Загребе. Позднее он стал директором Югославского союза профессоров и пополнил преподавательский штат Высшей педагогической школы в хорватской столице, во время работы в которой он написал около десятка школьных учебников по грамматике и французскому языку. Три последних года жизни Драгутин Грденич провёл за составлением своего капитального труда: «Словаря хорватского или сербского языка Югославской академии наук» (хорв. Rječnik hrvatskoga ili srpskoga jezika JAZU).